# Рацлавице (Краковский повет)
Рацлави́це (пол. Racławice) — село в Польше в сельской гмине Ежмановице-Пшегиня Краковского повета Малопольского воеводства.

## География
Село располагается на Олькушской возвышенности, которая является частью Краковско-Ченстоховской возвышенности. Административные границы села находятся в составе ландшафтного парка «Долинки-Краковске». Село состоит из нескольких частей, имеющих собственное наименования: Крупка, Място, На-Скале и На-Сверчине.

## История
До 1975 году село входило в состав Олькушского повета. В 1975—1998 годах село входило в состав Краковского воеводства.

## Население
По состоянию на 2013 год в селе проживало 1514 человек.
| 2010 | 2013 |
| ---- | ---- |
| 1537 | 1514 |

| Перепись  | Всего   | Всего | Женщины | Женщины | Мужчины | Мужчины |
| --------- | ------- | ----- | ------- | ------- | ------- | ------- |
| Единицы   | человек | %     | человек | %       | человек | %       |
| Население | 2395    | 100   | 1232    |         | 1163    |         |

## Социальная структура
В селе действуют начальная школа, сельский Дом культуры, аптека и медицинский пункт.

## Достопримечательности
- Деревянная Церковь Рождества Пресвятой Девы Марии, построенная в 1511 году . Памятник культуры Малопольского воеводства[3].